# Биков Іван Єгорович
Іван Єгорович Биков (5 червня 1927, Дніпропетровськ — 18 січня 2010) — радянський та український актор. Заслужений артист УРСР (1968).

## Життєпис
Закінчив Дніпропетровське театральне училище (1948).
Працював у Чернівецькому, Луганському, Тернопільському (1960—1988) обласних музично-драматичних театрах.
Актор героїко-романтичного амплуа.

## Доробок
Автор збірок гумористичних віршів «Сміхотерапія» (1998).
Займався лозоплетінням; учасник республіканських виставок ужиткового мистецтва, лауреат всесоюзної виставки (1987).